# Sinking of Japan
Sinking of Japan (jap. 日本沈没 Nippon Chinbotsu) ist ein japanischer Katastrophenfilm aus dem Jahr 2006. Er entstand unter der Regie von Shinji Higuchi und ist nach Der Untergang Japans aus dem Jahr 1973 die zweite Verfilmung von Sakyō Komatsus Roman Japan sinkt.

## Handlung
Die japanischen Inseln werden von mehreren schweren Erdbeben heimgesucht. Der Geophysiker Dr. Yusuke Tadokoro geht der Sache nach und muss bei seinen Untersuchungen entsetzt feststellen, dass die Erdbeben nur die Vorboten einer viel größeren Katastrophe sind, denn durch Verschiebungen der Kontinentalplatten würde Japan innerhalb weniger Jahre komplett im Meer versinken. Die Regierung nimmt die Warnungen des Forschers zunächst nicht weiter ernst. Erst als weite Teile Japans durch verheerende Erdbeben, Vulkanausbrüche und Tsunamis zerstört werden erkennt die Regierung den Ernst der Lage. Sofort werden Pläne ausgearbeitet, die japanische Bevölkerung zu evakuieren und sie in andere Länder umzusiedeln. Während die Evakuierung des Landes nur langsam verläuft, hat Dr. Tadokoro einen Plan entwickelt, wie man Japan vor dem Untergang bewahren könnte. Er will mehrere nukleare Sprengsätze an den sich bewegenden Kontinentalplatten anbringen, um durch deren Zündung die Erdplatte, auf der die japanischen Inseln liegt, von der pazifischen Erdplatte zu lösen. Der riskante Plan gelingt tatsächlich und Japan wird im letzten Moment gerettet. 

## Veröffentlichung
Der Film kam am 15. Juli 2006 in die japanischen Kinos und spielte 5,34 Mrd. Yen ein.
Splendid veröffentlichte den Film am 30. März 2007 in Deutschland auf DVD.

## Rezeption
Das Lexikon des internationalen Films schrieb: „Remake des Katastrophenfilms Der Untergang Japans (1973), das auf bombastische Computereffekte und schnelle Schnitte setzt, Personen und den emotionalen Gehalt der Geschichte dabei aber aus den Augen verliert.“
Die Fernsehzeitschrift TV Spielfilm urteilte: „Das maue Drehbuch versenkt die Schauwerte.“